# Fokföldi kövirigó
A fokföldi kövirigó (Monticola  pretoriae) a madarak osztályának verébalakúak (Passeriformes)  rendjébe és a légykapófélék (Muscicapidae) családjába tartozó faj.

## Rendszerezése
A fajt George Robert Waterhouse angol zoológus írta le 1838-ban, a Petrocincla nembe Petrocincla brevipes néven.  Egyes szervezek szerint, a rövidujjú kövirigó (Monticola brevipes) alfaja Monticola brevipes pretoriae néven.

## Előfordulása
Afrika déli részén, Botswana, a Dél-afrikai Köztársaság és Szváziföld területén honos.